# فالداستيكو
فالداستيكو (بالإيطالية: Valdastico)‏ هي مدينة في مقاطعة فشنزة بمنطقة فنيتة، شمال إيطاليا.